# Friedrich Wilhelm Andreae
Friedrich Wilhelm Andreae und Namensvarianten (vollständiger Name Johann Georg Friedrich Wilhelm Andreä, Pseudonym Sigismund Florian; geboren am 18. November 1822 in Lamspringe bei Hildesheim; gestorben am 6. Februar 1872 in Hildesheim) war ein deutscher Schuldirektor, Inhaber einer privat geführten Höheren Töchterschule und Schriftsteller.

## Leben
Friedrich Wilhelm Andreae wurde 1822 als Sohn eines in Lamspringe tätigen Lehrers geboren. Er besuchte das Hildesheimer Gymnasium Andreanum und studierte anschließend Philologie an der Universität Göttingen, wo er mit dem Dr. phil. abschloss. Nachdem er mehrere Stellen als Hauslehrer bekleidet hatte, gründete er 1856 in der Stiftsstraße 10 in Hannover eine privat betriebene Töchterschule, die er bis 1863 auch leitete.
Nach einem mehrjährigen Intermezzo in Leipzig, wo er literarisch für die Firma F. A. Brockhaus arbeitete, übernahm er 1866 für einige Jahre eine Stelle als Lehrer an der Hildesheimer Höheren Handelsschule.
In seinen späten Jahren widmete sich Andreae ausschließlich seinen schriftstellerischen Arbeiten. Zu seinen Publikationen zählt die Chronik zur Geschichte der Stadt Hannovers, die er als einer der ersten belletristisch mit einer erzählenden, gegliederten und bis in seine eigene Gegenwart reichenden Darstellung veröffentlichte.
Andreae starb 1872 im Alter von 49 Jahren.

## Schriften
- Vollständiges Tintenbuch, enthaltend: die bewährtesten Vorschriften zu den schönsten und dauerhaftesten schwarzen, rothen, grünen, blauen, gelben und zu Gold- und Silbertinten, zu unvertilgbaren Tinten für Documente, zu Tinten zum Zeichnen der Wäsche und Bleichstücke und zu lithographischen Tinten. Mit besonderer Berücksichtigung der englischen Stahlfedertinten. 3. nach Champour und Malepeyre verbesserte und vermehrte Auflage von Christian Heinrich Schmidt. Voigt, Weimar 1858; Google-Books
- Chronik der Residenzstadt Hannover von den ältesten Zeiten bis auf die Gegenwart. Nach den besten Quellen bearbeitet von Fried. Wilh. Andreae, Dr. phil. und Inhaber einer höhern Privat-Töchterschule, Hildesheim: Finkesche Buchhandlung (G. F. Schmidt), 1859; Digitalisat
- Leibniz. Ein Lebens- und sittengeschichtlicher Roman aus der Perrükenzeit, 2 Bände, Leipzig: F. A. Brockhaus, 1863
- Die Sturmvögel. Cultur- und sittengeschichtlicher Roman aus dem Anfangs des 16. Jahrhunderts, Jena und Leipzig, Herman Costenoble, 1865
  - Band 1: Digitalisat
  - Band 2: Digitalisat der Bayerischen Staatsbibliothek
- Heinrich der Vogelsteller. Ein vaterländischer Operntext in drei Aufzügen, Matthes, Leipzig 1864; Digitalisat
- Zur fünfhundertjährigen Erinnerungsfeier der Schlacht bei Dinklar am 3. September 1867. Eine Festgabe, Hildesheim: Lax, 1867
- Die Louisiade, oder: Napoleon III., kommentiertes Heldengedicht, 1870